# Helgafell
A Helgafell (kiejtése kb. Helgafetl) Vestmannaeyjar legnagyobb szigetének, a Heimaey szigetnek karakterisztikus vulkáni hegye. Mintegy 6000 évvel ezelőtt keletkezett, nagy szerepet játszott a sziget mai alakjának létrehozásában, a természetes kikötő kialakulásában.
A hegy könnyen megmászható, tetejéről jó kilátás nyílik. Közelében van az Eldfell vulkán kúpja, ami 1973-ban jött létre egy nagy kitörés nyomán.

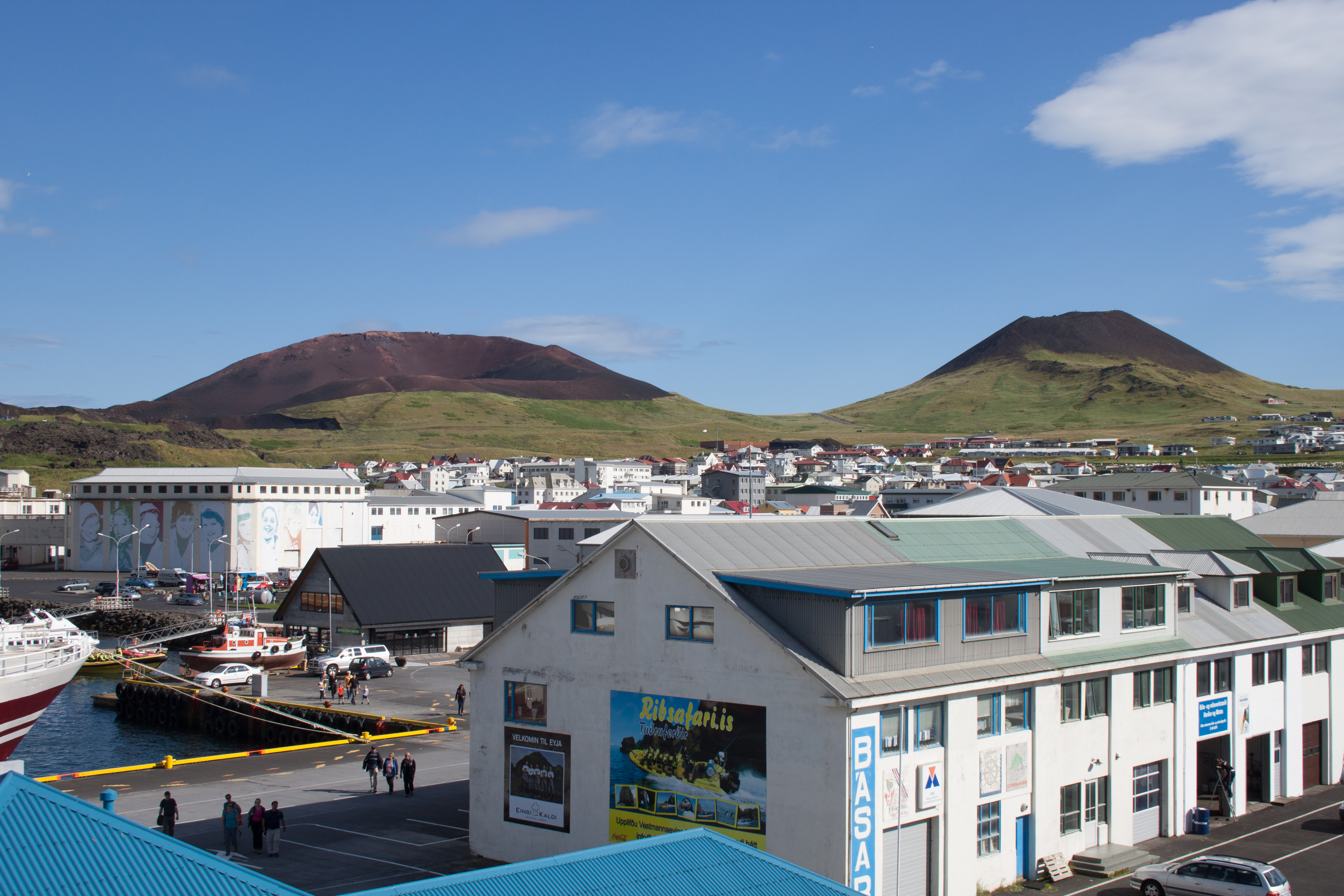
Jobbra a Helgafell, balra az Eldfell a város ipari negyedéből